# هيو ماكلولين
هيو ماكلولين (بالإنجليزية: Hugh McLaughlin)‏ هو سياسي أمريكي، ولد في 2 أبريل 1827، وتوفي في 10 ديسمبر 1904. حزبياً، نشط في الحزب الديمقراطي.